# بيبيانا أيدو
بيبيانا أيدو (من مواليد 2 فبراير 1977) سياسية إسبانية شغلت منصب وزير المساواة. أصبحت أول شخص يشغل منصب وزير المساواة في 14 أبريل 2008 في بداية ولاية خوسيه لويس رودريغيز ثاباتيرو كرئيس لوزراء إسبانيا.
حصلت على بكالوريوس (مع مرتبة الشرف) في إدارة الأعمال الدولية من جامعة قادس. كجزء من برنامج التبادل حصلت على درجة البكالوريوس (مع مرتبة الشرف) في كلية إدارة الأعمال الدولية بجامعة نورثمبريا. في 14 يوليو 2011 مُنحت بيبيانا أيدو الدكتوراه الفخرية (دكتوراه في القانون المدني) من كلية إدارة الأعمال في نيوكاسل جامعة نورثمبريا.

## النقد
أدى «القانون الأساسي لتدابير الحماية المتكاملة ضد العنف الجنساني» إلى انتشار وباء الادعاءات الكاذبة ضد الرجال الأبرياء. وقالت القاضية ماريا ساناهوجا: «قانون العنف ضد المرأة انتهاك مثير للاشمئزاز لحقوق الإنسان في إسبانيا. إنه جنون يولد الإساءة ويقضي على عبء الإثبات. إننا نسيء إلى آلاف الأطفال وآلاف الآباء وآلاف الرجال وآلاف الأجداد». قال القاضي فرانسيسكو سيرانو كاسترو: «كان قانون العقوبات بقوانين مختلفة لفئات مختلفة من الأشخاص موجودًا في أوروبا في القرن العشرين فقط في ظل النازية والستالينية. [...] الاعتقالات غير القانونية انتحار الرجال هذه إبادة جماعية، لا يدرك المجتمع أن حقوق الإنسان يتم انتهاكها».